# Deep Space Network

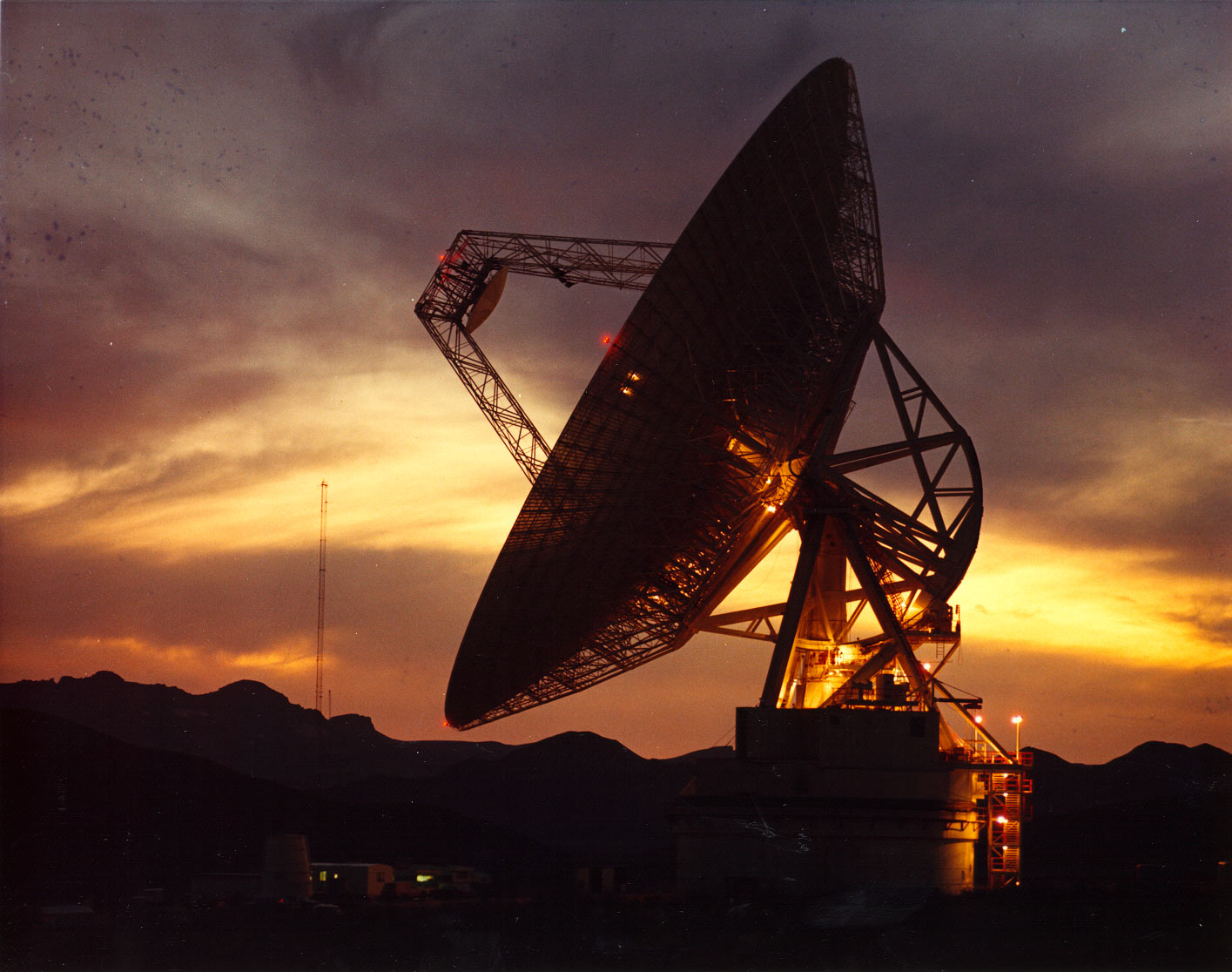
70 meters antenn i Goldstone

NASAs Deep Space Network

Deep Space Network (DSN) är ett internationellt nätverk av radioantenner som assisterar rymdfarkoster och radio- och radarastronomiobservationer av solsystemet och universum. Nätverket assisterar också vissa satelliter kring jorden. DSN är en del av NASA Jet Propulsion Laboratory.

## Allmän information
DSN består för närvarande av tre kommunikationsfaciliteter placerade ungefär 120 grader ifrån varandra i:
- Goldstone Deep Space Communications Complex, utanför Barstow, Kalifornien i USA;
- Madrid Deep Space Communication Complex, 60 km utanför Madrid i Spanien och
- Canberra Deep Space Communication Complex, 40 km sydväst om Canberra i Australien.

Denna strategiska placering tillåter observation dygnet runt och gör DSN till det största och känsligaste kommunikationssystemet i världen. Antennerna och dataöverföringssystemet gör det möjligt att:
- Inhämta telemetridata från rymdfarkoster.
- Sända kommandon till rymdfarkoster.
- Hålla ordning på rymdfarkosters hastighet och position.
- Utföra interferometri med mycket lång baslinje.
- Mäta variationer i radiovågor.
- Samla forskningsdata
- Övervaka och kontrollera prestandan hos nätverket.